# Colomastix subcastellata
Colomastix subcastellata är en kräftdjursart som beskrevs av Hurley 1954. Colomastix subcastellata ingår i släktet Colomastix och familjen Colomastigidae. Inga underarter finns listade i Catalogue of Life.